# Яковлевка (Пензенская область)
Я́ковлевка — село, административный центр Яковлевского сельсовета Бековского района Пензенской области (с 1918 по 1950-е гг. и с 1990 года).

## География
Село расположено в северной части Бековского района у истоков речки Шмаруха (Кашмары). Расстояние до районного центра пгт Беково — 41 км, до областного центра г. Пенза — 113 км.

## История
Село возникло между 1762 и 1782 годами, и с 1780 года входит в состав Сердобского уезда Саратовской губернии. В 1790 году на карте Генерального межевания обозначена как деревня Яковлевка. В 1792 году — деревня генерал-майора Якова Даниловича Мерлина и его супруги Настасьи Васильевны, 119 дворов, 508 душ. В 1859 году — владельческое село Яковлевка при речке Кашмаре, 113 дворов, число жителей всего 949, из них мужского пола — 521, женского — 428, имелось 2 мельницы. В 1860 году деревня Яковлевка (414 крепостных душ мужского пола, 88 дворов) показана за помещицей Марией Петровной Бреверн. В 1871 году в селе был построен храм Покрова Пресвятой Богородицы, в котором в советское время была открыта школа. В 1911 году — село Яковлевка Пяшинской волости Сердобского уезда, имелась церковь, 272 двора, число душ всего — 1560, из них мужского пола — 800, женского — 760; площадь посевов у крестьян всего — 907 десятин, из них на надельной земле — 478 десятин, на купленной — 295 десятин, на арендованной — 134; имелось 2 железных плуга, 1 молотилка, 2 веялки. В 1927 году — центр Яковлевского сельсовета Пяшинской волости Сердобского уезда, с 1928 года — центр сельсовета Бековского района Балашовского округа Нижне-Волжского края (с 30 июля 1930 года Балашовский округ упразднён, район вошёл в Нижне-Волжский край). С 4 февраля 1939 года в составе Бековского района вошла во вновь образованную Пензенскую область. В 1955 году Яковлевка в составе Мача-Родниковского сельсовета Бековского района, в 1970—1990 — центральная усадьба совхоза «Грачёвский», а с 18 июля 1990 года Яковлевка вновь становится центром сельсовета Бековского района.

## Население
На 1 января 2004 года в селе проживал 481 житель, было 188 хозяйств; по данным 2007 года — 456 человек. На 1 января 2011 года численность населения села составила 460 человек.

Яковлевка на карте Сердобского уезда. 1876 год

| Численность населения по годам, чел. | Численность населения по годам, чел. | Численность населения по годам, чел. | Численность населения по годам, чел. | Численность населения по годам, чел. | Численность населения по годам, чел. | Численность населения по годам, чел. |
| 1859                                 | 1877                                 | 1897                                 | 1911                                 | 1926                                 | 1939                                 | 1959                                 |
| ------------------------------------ | ------------------------------------ | ------------------------------------ | ------------------------------------ | ------------------------------------ | ------------------------------------ | ------------------------------------ |
| 949                                  | ↗998                                 | ↗1224                                | ↗1560                                | ↗1733                                | ↘985                                 | ↘672                                 |
| 1979                                 | 1989                                 | 1996                                 | 2004                                 | 2007                                 | 2010                                 |                                      |
| ↘531                                 | ↗577                                 | ↘543                                 | ↘481                                 | ↘456                                 | ↗460                                 |                                      |

## Инфраструктура
В селе имеются: почтовое отделение, основная школа, фельдшерско-акушерский пункт, магазин, столовая, сельский дом культуры, АЗС. Село газифицировано, имеется централизованное водоснабжение.
Через село проходит трасса регионального значения «Тамбов — Пенза» — Беково.

## Улицы
- Деревенская;
- Заречная;
- Литевская;
- Молодёжная;
- Центральная.